# Надвірнянський замок
Надвірнянський замок (Замок Краснодвір) — фортифікаційна споруда у центральній частині  Надвірної, Івано-Франківська область, Україна.  

## Історія
Зведений замок  шляхтичем Миколою Куропатвою. Львівський науковець П. Сіреджук вважає, що надвірнянський замок був побудований у 1596 р. Згідно з іншою версією, магнати Куропатви звели його в 1570-х рр.

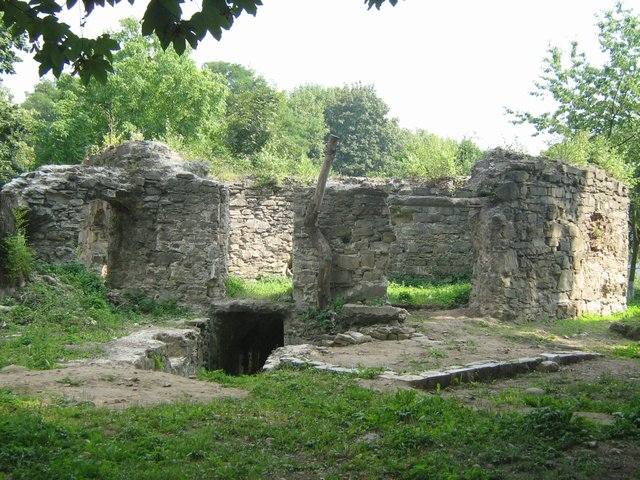
Руїни цитаделі

Надвірнянський замок закривав галицьку дорогу на Закарпаття і захищав місто з напільного боку Покуття. Він став початком розбудови Надвірної й був безпосередньо з нею сполучений. На перших порах оборонна споруда служила осідком для проживання власників міста Краснодвір, а пізніше адміністрації.
Відомий польський дослідник О. Яблоновський вказував, що в замку разом з власником проживало близько 50-65 осіб, яких ніколи не обкладали ніякими податками. 11  серпня 1589 року  татарські орди несподівано напали на Прикарпаття, зруйнували міста і села, що стояли у них на шляху, а тисячі галичан забрали в ясир. Ймовірно, тоді надвірнянська твердиня зазнала значних ушкоджень. 
Перша письмова згадка про замок у Надвірній датується 20 лютого 1648 р. Того дня в його приміщенні між власником Надвірної Ієронімом Куропатвою та «знатними Іоанном і Людовікією Видзгами» укладено угоду про позику на 3 млн. флоринів.
Після поділу Речі Посполитої (1772) замок втратив статус прикордонної твердині. Австрійці не були зацікавлені у підтриманні фортифікацій, що вимагали значних коштів. Оборонна споруда поступово перестає виконувати своє призначення і руйнується. У 1770-x pp. граф Цетнер вирішив звести на її території палац, проте згодом відмовився від цієї ідеї.  У другій половині XIX ст. значну частину мурів використали для спорудження будинків у місті, а остаточної руйнації твердиня зазнала у половині XX ст. 
У липні 2007 на території замку проводило розкопки дочірнє підприємство охоронної служби України Інституту археології НАНУ «Культурна спадщина Прикарпаття» (кер. В. Романець). Дослідники відкрили фундаменти зовнішньої житлової прибудови, що примикала до північної стіни збережених залишків вежі, та виявили численні артефакти XVII - XIX ст:
- фрагменти скляного посуду, зокрема, виробів з гутного прозорого, безколірного (зрідка зеленуватого), з покритою патиною поверхнею скла.
- керамічні пічні кахлі із вкритою зеленою поливою поверхнею.
- чотири керамічні люльки сірого, світло - й темно-коричневого, а також теракотового кольорів.
- шість мідних монет номіналом 1 крейцер, карбованих в 1763, 1851, 1860 у Австрії, та срібну монету (солід) часів правління шведського короля Густава Адольфа (1611-1632) [4]

## Вежа
У північно-східній частині замку знаходиться вежа.  У плані має форму неправильного гранчастого восьмикутника (розміри довших сторін 15,3 м, коротших - 12,43 м). Зведена з природного каменю пісковику гірських порід різної величини і форми, з характерним для споруд оборонного типу нерегулярним циклопічним муруванням. Проміжки між каменями, які не стикувалися один з одним, замуровані цеглою. Всередині стіни (товщина стін - 1,2 м) укріплювались дерев'яними балками.
Зовні з північного заходу у вежу прорубано вхід, сучасна висота якого становить 2 м. На стінах зберігся давній тиньк, а зсередини прямокутний виступ від одвірків. Товщина - мурів на вході - 1,58 м. Вежа мала цілий ряд бійниць, а під нею розміщувався льох.  

## Збереженість
Сьогодні замок майже повністю перетворився на руїни, не перебуває під будь-яким видом охорони з боку держави, частина замкової території вже забудована сучасними будівлями, незважаючи на те, що історична та культурна цінність споруди дуже висока.